# Jaune lucifer
Le jaune lucifer est un colorant fluorescent utilisé en biologie cellulaire. Il peut facilement être visualisé en utilisant un microscope à fluorescence. Le jaune Lucifer a été conçu par Walter W. Stewart travaillant pour le NIH et breveté en 1978.